# Bernat de Pau
Bernat de Pau  (Les Abelles, Banyuls de la Marenda, Rosselló, 1394  - Girona, 26 de març de 1457 ) Fou un eclesiàstic, protector de les arts, diplomàtic i bisbe de Girona entre 1436 i 1457.

## Biografia

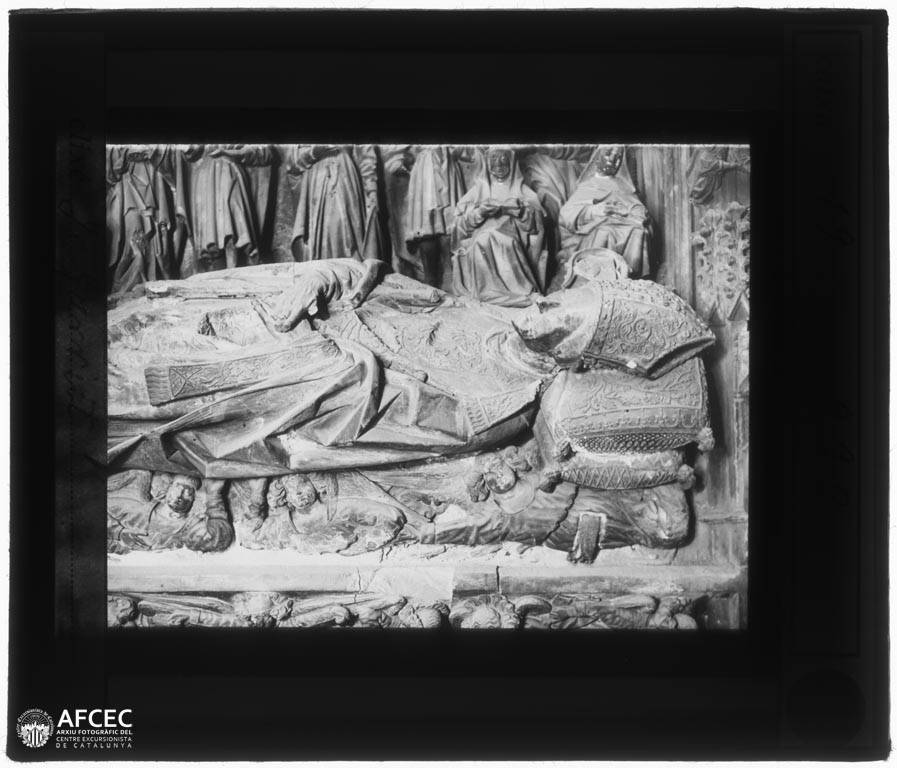
Estàtua jacent del bisbe Bernat de Pau

El pare de Bernat fou probablement el baró Francesc de Pau senyor de Les Abelles, col·laborador proper de Joan I d'Aragó. El qual en temps de Martí l'Humà fou acusat de corrupció i empresonat el 1396. Alliberat dos anys més tard, retornà a les seves terres de la Catalunya septentrional. El seu fill Bernat de Pau nasqué el 1394. El 1417 era ja canonge de la catedral de Girona. Fou nomenat, el 1424, vicari general pel bisbe Andreu Bertran, gran impulsor de les arts i les lletres. Succeint en el càrrec a Joan de Palomar, que havia estat elegit ardiaca de Barcelona. Amb qui, segurament el 1431,  viatjà a Roma i s'establí allà un llarg temps a la cort del papa Eugeni IV en gestions diplomàtiques. El 1433, conjuntament amb Palomar que hi tingué un destacat paper, assisteix al concili de Basilea en representació del bisbe de Girona. A Roma realitzà algunes importants missions per al papa i per al rei Alfons IV que foren recompensades, el 1436, amb el seu nomenament com a bisbe de Girona. Fet que retornava a la seva família a la rellevància política i social. A final de 1437, Bernat de Pau arribà com a bisbe a Girona i nomenà com a vicari general al seu nebot i protegit Joan Margarit i Pau retornat de Bolonya on s'havia doctorat. Margarit era, des que era un infant de vuit anys, canonge de la catedral de Girona i després poc abans dels vint-i-cinc anys ho era de la catedral d'Elna i també de la catedral de Vic per concessió del papa Eugeni IV. Finalment, les gestions de Bernat de Pau obtindrien el nomenament del seu nebot com a bisbe de la veïna diòcesi d'Elna.
Essent ja bisbe de Girona, el rei li encarregà missions diplomàtiques que el portaren de nou a Itàlia. Bernat de Pau apareix com un eclesiàstic ben relacionat amb els ambients polítics i culturals més rellevants de l'època.
Pocs testimonis queden  del pontificat gironí de Bernat de Pau, però tot indica que era implicat vivament en els afers diocesans. Resten notícies com ara que, en els inicis de la contestació social contra els drets nobiliaris, disposà que sols podien ser canonges de la catedral gironina persones de la noblesa. Un altre episodi conegut és l'empresonament, el juliol de 1440,  del seu cosí Guillem de Pau i Amorós, abat del  monestir benedictí de Sant Esteve de Banyoles, que acabà morint a la presó episcopal.
Sobresortí especialment el bisbe Bernat de Pau per la seva tasca en el camp de les arts tot impulsant les obres de la construcció de la catedral. La més destacada fou la reforma de la capella de sant Pau, l'encàrrec del desaparegut retaule a Honorat Borrassà, la dotació d'ornaments, missal i objectes per al culte que encara en bona part es conserven. En una paret de la capella es troba el notable sepulcre que es feu construir per ser-hi sepultat. També promogué belles intervencions urbanístiques com la font i la plaça dels Lledoners, sorgida de la demolició de l'antiga Pia Almoina, tinguda per una de les més belles del país, destruïda per l'exèrcit napoleònic i que conserva l'escut episcopal de Bernat de Pau.

## El sepulcre de Bernat de Pau, una obra notable del gòtic català

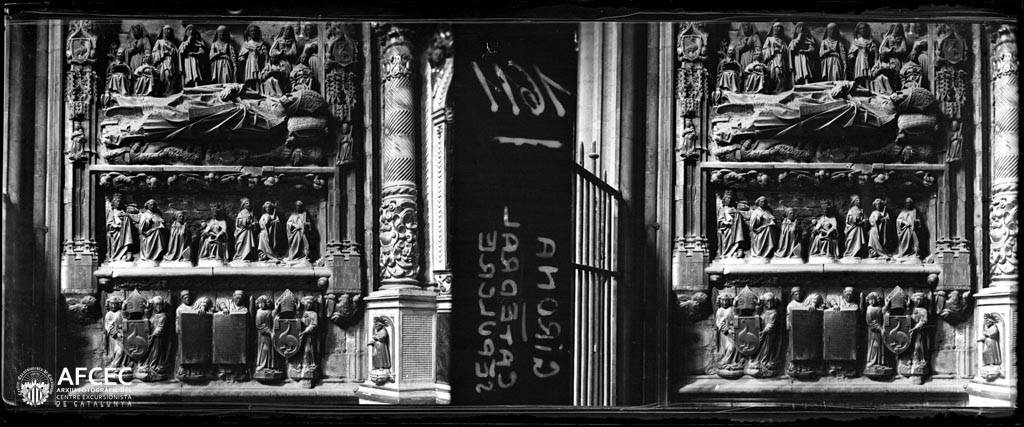
El sepulcre de Bernat de Pau en tota la seva integritat escultòrica, en una fotografia doble de Carles Fargas i Bonell de entre 1920 i 1936

El sepulcre de Bernat de Pau, que ell mateix costejà, és un dels més notables i rics de l'art gòtic tardà. Construït a la capella de sant Pau, constitueix la seva peça més destacada. El sepulcre i la mateixa capella són ornats amb diversos escuts familiars, formats per un paó, ja que el cognom Pau s'assimila a aquesta au.
Al primer nivell del sepulcre uns àngels sostenen a banda i banda l'escut familiar i al mig dos acòlits mostren un llibre obert amb aquest epitafi laudatori del bisbe Bernat allà sepultat, que vol ser tot un resum de la seva obra i vida: “Enterrat en aquest sepulcre de marbre jau el doctor Bernat de Pau, d'il·lustre família. Governà la seu durant vint-i-dos anys com a pastor pietós, clement i molt benigne. Realitzà molts fets, s'alçaren edificis, construí la capella en honor de Sant Pau, que s'ofereix a la vista de qui la contempla. Dotà a aquesta formosa capella del doble benefici en la seva festa i en la vigília, feu un altar com gairebé no hi ha altre major en aquesta església i la dotà de pal·li, capa i casulles i teles fets amb or. Tot això s'observa en usar-se en la (seva) festa gran. Si ell hagués posseït més coses, també les hauria entregat. Li sobrevingué la mort el dia 26 del mes de març de l'any del Senyor 1457. Qui aquí el contempleu, resseu per ell a Crist”.
El segon nivell hi ha representats diversos sants que probablement eren d'especial devoció pel difunt. Entre els que destaca la Mare de Déu davant la qual és representat Bernat agenollat i en oració.
El tercer nivell és dedicat al sarcòfag cobert per una  escultura del bisbe difunt jacent ricament revestit de pontifical i amb el bàcul, mostrant així els signes amb què culminà la seva ascensió personal i que restableix la perduda notabilitat familiar. Uns personatges el vetllen al seu costat. A la part superior un relleu ens presenta uns àngels guiant l'ànima del difunt vers el cel.
El conjunt sepulcral mostra que fou executat per fases i amb orientacions diferents. És, doncs, un fruit de diversos artífexs. Part de les escultures han estat extretes i s'exhibeixen al museu de la catedral de Girona.
Aquest sepulcre és una de les més notables i suggeridores obres d'art de la catedral gironina. Una mostra d'això, és el sonet que li dedicà, el 1906, el poeta Josep Carner descrivint-lo com «Allà on ja mai s’acosten renous superficials, / allà on es torna greu i augusta tota cosa, / amb confiança règia Bernat de Pau reposa / amb tot el pes de sos alts fets episcopals».